# Ericus Johannis Fluur
Ericus Johannis Fluur, född 11 november 1697 i Skellefteå socken, Västerbottens län, död 11 februari 1757 i Umeå socken, Västerbottens län, var en svensk präst och riksdagsledamot.

## Biografi
Ericus Fluur var son till kyrkoherden i Burträsk socken Hans Fluur och Brita Gertzonia, dotter till Umeås borgmästare Anders Gertsson, brorsdotter till Johan Graan och Bureättling. Efter Piteå skola och Härnösands gymnasium, inskrevs Fluur 1717 vid Uppsala universitet. 1719 disputerade han för Fabian Törner med De ærario. Han blev magister och prästvigdes 1722, för att tillträda tjänsten som adjunkt åt biskop Wallin som dock avled redan året därpå. Fluur blev då huspredikant hos en greve och därefter predikant vid artilleriet, innan han slutligen, 1735, blev kyrkoherde i Umeå socken, där han 1743 blev prost och 1751 kontraktsprost.
Fluur var fullmäktig för Västerbotten vid riksdagen 1740-1741.
Fluurs hustru Anna Burman var dotterdotter till Johannes Jonæ Tornæus. Sonen Emanuel Fluur var Luleås borgmästare, och döttrarna Anna Margareta och Eva Maria gifte sig kvar i prästeståndet.